# Clara Holst
Clara Holst, född 4 juni 1868 i Christiania (nuvarande Oslo), död 15 november 1935 i Oslo, var en norsk lingvist, känd som den första kvinna att få en doktorsgrad vid Universitetet i Oslo. 
Clara Holst tog examen artium 1889 vid Nissens pikeskole och utgick den med ett av skolans högsta betyg vid den tiden. Därefter blev hon den första norska kvinna som studerade och fick en språklig lärarexamen. Hennes mentor vid denna tid var Johan Storm, en av Norges främsta filologer. Efter studier i Cambridge, Sorbonne, Leipzig, Berlin och Köpenhamn disputerade hon på en avhandling om lågtyska lånord i danskan 1903. Doktorsavhandlingen, Studier over middelnedertyske laaneord i dansk i det 14. och 15. aarhundrede, beskrev ljudförhållanden i lågtyskan genom att studera tyska lånord i danskan. Hennes metod att beskriva ljudförhållanden har blivit viktig i lånordsforskning. I arbetet stöddes hon av, och fick kritik från, Sophus Bugge. Därefter undervisade hon i korta perioder vid olika skolor i Oslo, vid Wellesley College i Boston från 1906 till 1907 samt vid University of Kansas från 1907 till 1908. Hon undervisade huvudsakligen i tyska, men även i fornnordiska och norska. I Paris blev hon 1893 invärvad i IPA av Paul Passy. I organisationen transkriberade hon De tre bockarna Bruse från norskt talspråk till IPA-språk.
Clara Holst blev utnämnd av kungen till ett adjunktsämbete vid Hamar katedralskola 1910, men tillträdde inte ämbetet på grund av oenighet med skolans rektor om tidsplaneringen. Hon fick bara undervisa barn i tyska, medan de manliga lärarna fick undervisa de äldre. Hon fann sig inte i det, och sade därmed upp sig. Istället fick Antonie Tiberg tjänsten. Hennes uppsägning har trotts vara en kvinnopolitisk protest. Hon var syster till Axel Holst och sondotter till Frederik Holst, båda professorer vid universitetet i Kristiania. Holsts liv är biograferat i Ernst Håkon Jahrs bok Clara Holst - kvinnelig pionér i akademia i Norge (2006).